# سرند (فردوس)
روستای سُرُند، روستایی است در دهستان باغستان از توابع بخش اسلامیه شهرستان فردوس.
این روستا، بر اساس سرشماری سال ۱۳۹۵، ۴۱۷ نفر جمعیت داشته که نسبت به سرشماری ۱۰ سال قبل (۵۰۶ نفر در سال ۱۳۸۵)، سالانه حدود ۱٫۹ درصد کاهش داشته‌است. 

## موقعیت
سرند در فاصله ۲۰ کیلومتری شرق شهر فردوس واقع شده‌است و مردمش به گویش تونی صحبت می‌کنند.

## آثار تاریخی
- آب انبار امامزاده سرند
- آب انبار قرائی